# Южный (Агаповский район)
Южный — посёлок в Агаповском районе Челябинской области. Входит в состав Магнитного сельского поселения.

## География
Посёлок находится на юго-западе Челябинской области, в степной зоне, на берегах реки Базарки (приток реки Зингейки), на расстоянии 28 километров по прямой к юго-востоку от села Агаповка, административного центра района. Абсолютная высота  362 метра над уровнем моря.

## Население
| 1970 | 1995 | 2002 | 2010 |
| ---- | ---- | ---- | ---- |
| 304  | ↘250 | ↘216 | ↘166 |

Гендерный состав
По данным Всероссийской переписи населения 2010 года в гендерной структуре населения мужчины составляли 51,2 %, женщины — 48,8 %.
Национальный состав
Согласно результатам переписи 2002 года, в национальной структуре населения русские составляли 56 %.

## Улицы
Уличная сеть посёлка состоит из трёх улиц.